# William Lockwood
William Lockwood (født 13. maj 1988 i Melbourne) er en australsk tidligere roer og dobbelt olympisk medaljevinder.
Efter blandt andet at have vundet en U/23 VM-bronzemedalje var Lockwood første gang med ved senior-VM i 2010, hvor han var med til at vinde bronze i otteren. Ved VM i 2011 roede han toer med styrmand sammen med James Chapman og styrmand David Webster, og de vandt sølv. I 2012 kom han med i den australske firer uden styrmand, som fik flere fine placeringer i World Cuppen og som havde en lang tradition for gode internationale resultater.
Ved OL 2012 i London var de blandt favoritterne. Udover Lockwood bestod besætningen af James Chapman, Josh Dunkley-Smith og Drew Ginn. Australierne vandt deres indledende heat i olympisk rekordtid og blev nummer to i semifinalen, slået med næsten et sekund af den britiske båd. Dette gentog sig i finalen, hvor briterne vandt guld, mens Australien fik sølv med et forspring på over to sekunder til USA på tredjepladsen.
Fireren med Lockwood blev ved VM det følgende år ligeledes nummer to, og efter en mindre succesfuld sæson i otteren var Lockwood tilbage i fireren i 2015-sæsonen, hvor kun Lockwood og Dunkley-Smith var tilbage fra OL-besætningen i 2012. De øvrige var Alexander Hill og Spencer Turrin, og dette besætning sikrede sig endnu en VM-sølvmedalje samme år.
Ved OL 2016 i Rio de Janeiro var Turrin udskiftet med Josh Booth, og den australske båd vandt sit indledende heat og sin semifinale. I finalen var Storbritanniens båd hurtigst og vandt med næsten to sekunder, mens australierne genvandt sølvmedaljen fra 2012, mere end tre sekunder foran italienerne på tredjepladsen.
Han har ikke deltaget i internationale konkurrencer siden OL 2016.

## OL-medaljer
- 2012:  Sølv i firer uden styrmand
- 2016:  Sølv i firer uden styrmand